# Diocesi di Rottenburg-Stoccarda
La diocesi di Rottenburg-Stoccarda (in latino Dioecesis Rottenburgensis-Stutgardiensis) è una sede della Chiesa cattolica in Germania suffraganea dell'arcidiocesi di Friburgo in Brisgovia. Nel 2022 contava 1.863.930 battezzati su 5.174.220 abitanti. È retta dal vescovo Klaus Krämer.

## Territorio
La diocesi comprende la parte orientale del Baden-Württemberg ed il suo territorio corrisponde a quello dell'antico regno di Württemberg.
Sede vescovile è la città di Rottenburg am Neckar, dove si trova la cattedrale di San Martino. A Stoccarda sorge la concattedrale di Sant'Eberardo. In diocesi si contano altre quattro basiliche minori: Santi Martino e Osvaldo a Weingarten, San Giorgio a Ochsenhausen, San Martino a Ulma e San Vito a Ellwangen, già cattedrale prepositurale.
L'ex monastero di Maulbronn, già cistercense ma poi, dal Cinquecento, passato ai luterani, è compreso nella lista dei patrimoni dell'umanità dell'UNESCO.
Nel territorio della diocesi, a Tubinga, vi è una delle più celebri facoltà di teologia d'Europa. Oggi la facoltà è stata sdoppiata in una facoltà evangelica e in una cattolica.
Il territorio si estende su 19.500 km² ed è suddiviso in 25 decanati e in 1.021 parrocchie.

## Storia
L'attuale diocesi è in parte erede dell'antica diocesi di Costanza, eretta tra la fine del VI secolo  e gli inizi del VII. La diocesi, una delle più vaste dell'Impero tedesco di cui era parte integrante, comprendeva porzioni consistenti degli odierni territori della Svizzera tedesca, del Baden-Württemberg tedesco e del Vorarlberg austriaco. Dal XIII secolo al 1802, fu anche uno stato del Sacro Romano Impero.
La situazione politica europea alla fine del Settecento, la rivoluzione francese, la Reichsdeputationshauptschluss del 1803 e il congresso di Vienna del 1815 causarono la fine della diocesi di Costanza. In particolare, in seguito alla soppressione del Sacro Romano Impero, il territorio della diocesi si trovò diviso fra due nuove entità politiche, la Confederazione germanica e la Svizzera; per il principio della territorialità delle Chiese, quella di Costanza non poteva più sopravvivere.
Nel 1806 la parte della diocesi di Costanza che ricadeva nel regno di Württemberg fu eretta provvisoriamente dal vescovo Karl Theodor von Dalberg in vicariato generale, affidato al vescovo ausiliare Karl Joseph von Hohenlohe, con sede dapprima ad Ellwangen (già sede di una prepositura sui iuris), e poi, nel 1817, a Rottenburg. Il vicariato generale fu dotato anche di seminario e di una facoltà teologica cattolica, poi parte dell'università di Tubinga.
Il 16 agosto 1821, con la bolla Provida solersque di papa Pio VII, fu eretta la diocesi di Rottenburg, con i precedenti territori della diocesi di Costanza, a cui furono annessi tutti i territori delle diocesi vicine che ricadevano nel regno di Württemberg, ossia porzioni, più o meno consistenti, delle diocesi di Spira, di Worms, di Augusta e di Würzburg; alla nuova diocesi appartenevano anche i territori della soppressa prepositura di Ellwangen. La nuova diocesi, che comprendeva l'intero regno di Württemberg, divenne suffraganea dell'arcidiocesi di Friburgo in Brisgovia, a cui erano stati assegnati i restanti territori tedeschi dell'antica diocesi di Costanza.
A causa della mancanza di un accordo sulla nomina del vescovo e sull'applicazione delle disposizioni della bolla papale, la nomina del primo vescovo dovette essere procrastinata per sette anni, finché nel 1828 fu nominato Johann Baptist Judas Thaddeus von Keller.
In virtù della bolla Ad dominici gregis custodiam dell'11 aprile 1827, il capitolo dei canonici della cattedrale gode del diritto di eleggere i propri vescovi, che in seguito ricevono la nomina formale e canonica della Santa Sede.
Il 18 gennaio 1978, con il decreto In dioecesi Rottenburgensi della Congregazione per i vescovi, la chiesa di Sant'Eberardo a Stoccarda è stata elevata al rango di concattedrale e la diocesi ha assunto contestualmente il nome di "diocesi di Rottenburg-Stoccarda".

## Cronotassi dei vescovi
Si omettono i periodi di sede vacante non superiori ai 2 anni o non storicamente accertati.
- Sede vacante (1821-1828)

- Johann Baptist Judas Thaddeus von Keller † (28 gennaio 1828 - 17 ottobre 1845 deceduto)
- Josef von Lipp † (17 dicembre 1847 - 3 maggio 1869 deceduto)
- Karl Josef von Hefele † (22 novembre 1869 - 5 giugno 1893 deceduto)
- Wilhelm von Reiser † (5 giugno 1893 succeduto - 11 maggio 1898 deceduto)
- Franz Xaver Linsenmann † (5 settembre 1898 - 21 settembre 1898 deceduto)
- Paul Wilhelm Keppler † (28 novembre 1898 - 16 luglio 1926 deceduto)
- Johannes Baptista Sproll † (29 marzo 1927 - 4 marzo 1949 deceduto)
- Carl Joseph Leiprecht † (4 luglio 1949 - 4 giugno 1974 dimesso)
- Georg Moser † (12 marzo 1975 - 9 maggio 1988 deceduto)
- Walter Kasper (17 aprile 1989 - 31 maggio 1999 dimesso)
- Gebhard Fürst (7 luglio 2000 - 4 dicembre 2023 ritirato)
- Klaus Krämer, dal 2 ottobre 2024

## Statistiche
La diocesi nel 2022 su una popolazione di 5.174.220 persone contava 1.863.930 battezzati, corrispondenti al 36,0% del totale.
| anno | popolazione | popolazione | popolazione | presbiteri | presbiteri | presbiteri | presbiteri                | diaconi | religiosi | religiosi | parrocchie |
| anno | battezzati  | totale      | %           | numero     | secolari   | regolari   | battezzati per presbitero | diaconi | uomini    | donne     | parrocchie |
| ---- | ----------- | ----------- | ----------- | ---------- | ---------- | ---------- | ------------------------- | ------- | --------- | --------- | ---------- |
| 1950 | 1.302.664   | 3.316.865   | 39,3        | 1.290      | 1.026      | 264        | 1.009                     |         | 399       | 5.387     | 754        |
| 1970 | 1.991.471   | 4.993.138   | 39,9        | 1.634      | 1.351      | 283        | 1.218                     | 20      | 415       | 5.597     | 934        |
| 1980 | 2.118.341   | 5.349.000   | 39,6        | 1.582      | 1.191      | 391        | 1.339                     | 77      | 500       | 3.958     | 981        |
| 1990 | 2.061.936   | 5.000.000   | 41,2        | 1.401      | 1.051      | 350        | 1.471                     | 117     | 440       | 3.012     | 996        |
| 1999 | 2.043.672   | 5.000.000   | 40,9        | 1.211      | 972        | 239        | 1.687                     | 207     | 334       | 3.110     | 996        |
| 2000 | 2.034.518   | 5.000.000   | 40,7        | 1.224      | 981        | 243        | 1.662                     | 199     | 330       | 3.110     | 997        |
| 2001 | 2.025.964   | 5.000.000   | 40,5        | 1.196      | 958        | 238        | 1.693                     | 218     | 326       | 3.110     | 997        |
| 2002 | 2.020.453   | 5.000.000   | 40,4        | 1.162      | 938        | 224        | 1.738                     | 210     | 311       | 3.110     | 997        |
| 2003 | 2.010.661   | 5.000.000   | 40,2        | 1.174      | 961        | 213        | 1.712                     | 205     | 296       | 2.978     | 997        |
| 2004 | 1.998.202   | 5.000.000   | 40,0        | 1.144      | 929        | 215        | 1.746                     | 204     | 298       | 2.978     | 997        |
| 2010 | 1.921.236   | 5.064.000   | 37,9        | 1.099      | 912        | 187        | 1.748                     | 267     | 228       | 3.140     | 1.037      |
| 2014 | 1.872.849   | 5.068.000   | 37,0        | 1.016      | 829        | 187        | 1.843                     | 283     | 228       | 3,140     | 1,096      |
| 2017 | 1.846.997   | 5.127.510   | 36,0        | 978        | 817        | 161        | 1.888                     | 284     | 194       | 1.703     | 1.028      |
| 2020 | 1.863.380   | 5.172.360   | 36,0        | 948        | 800        | 148        | 1.965                     | 288     | 178       | 1.100     | 1.023      |
| 2022 | 1.863.930   | 5.174.220   | 36,0        | 888        | 760        | 128        | 2.099                     | 288     | 153       | 1.020     | 1.021      |

## Galleria d'immagini

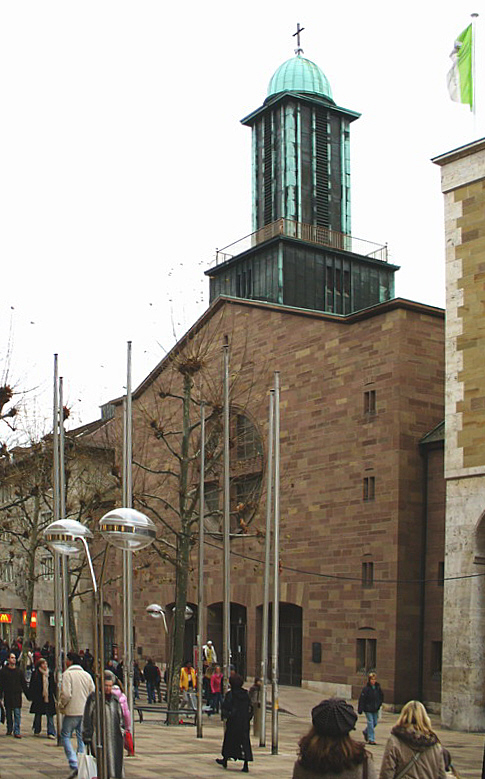
La concattedrale di sant'Eberardo a Stoccarda
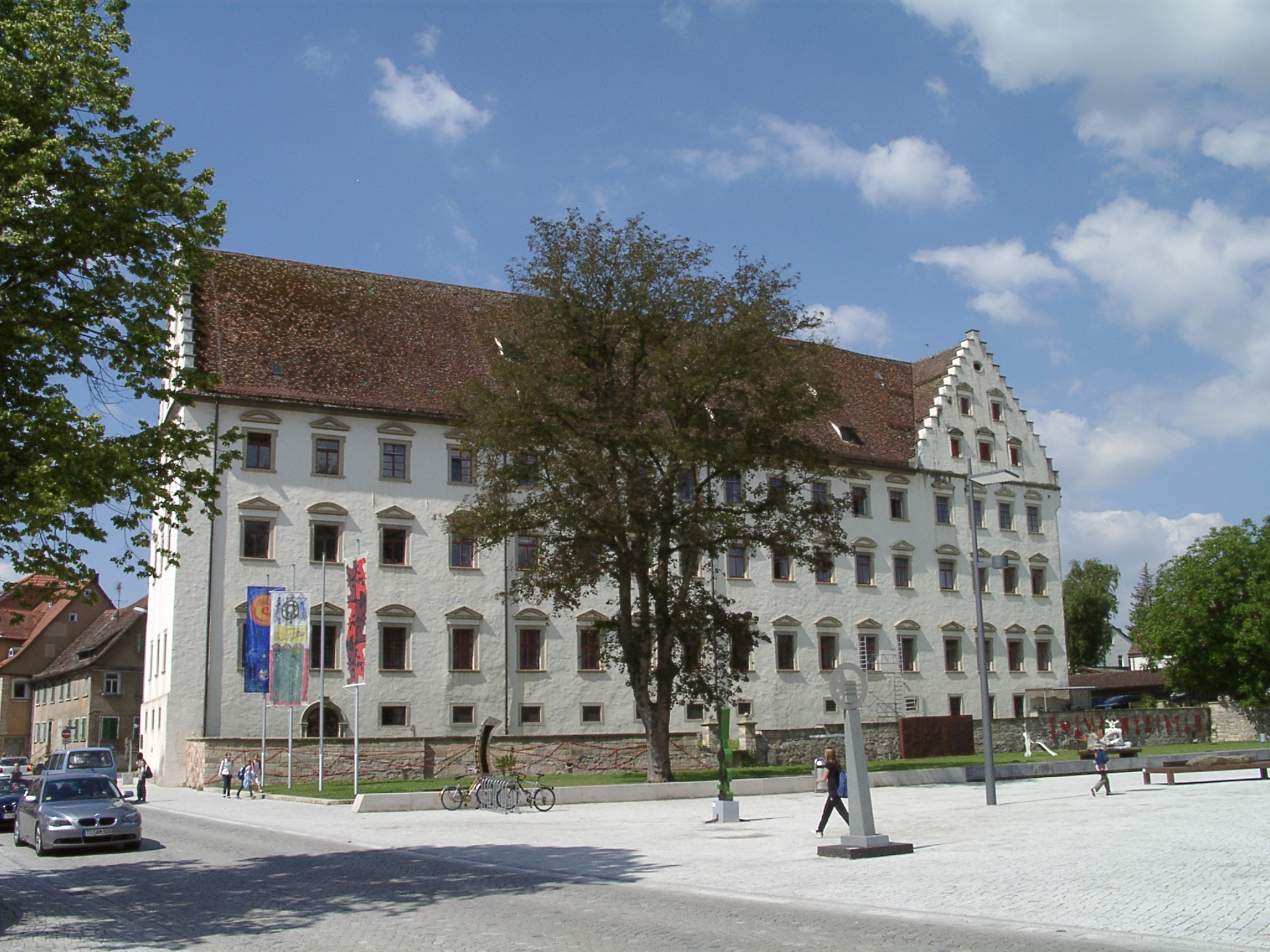
Il palazzo vescovile a Rottenburg
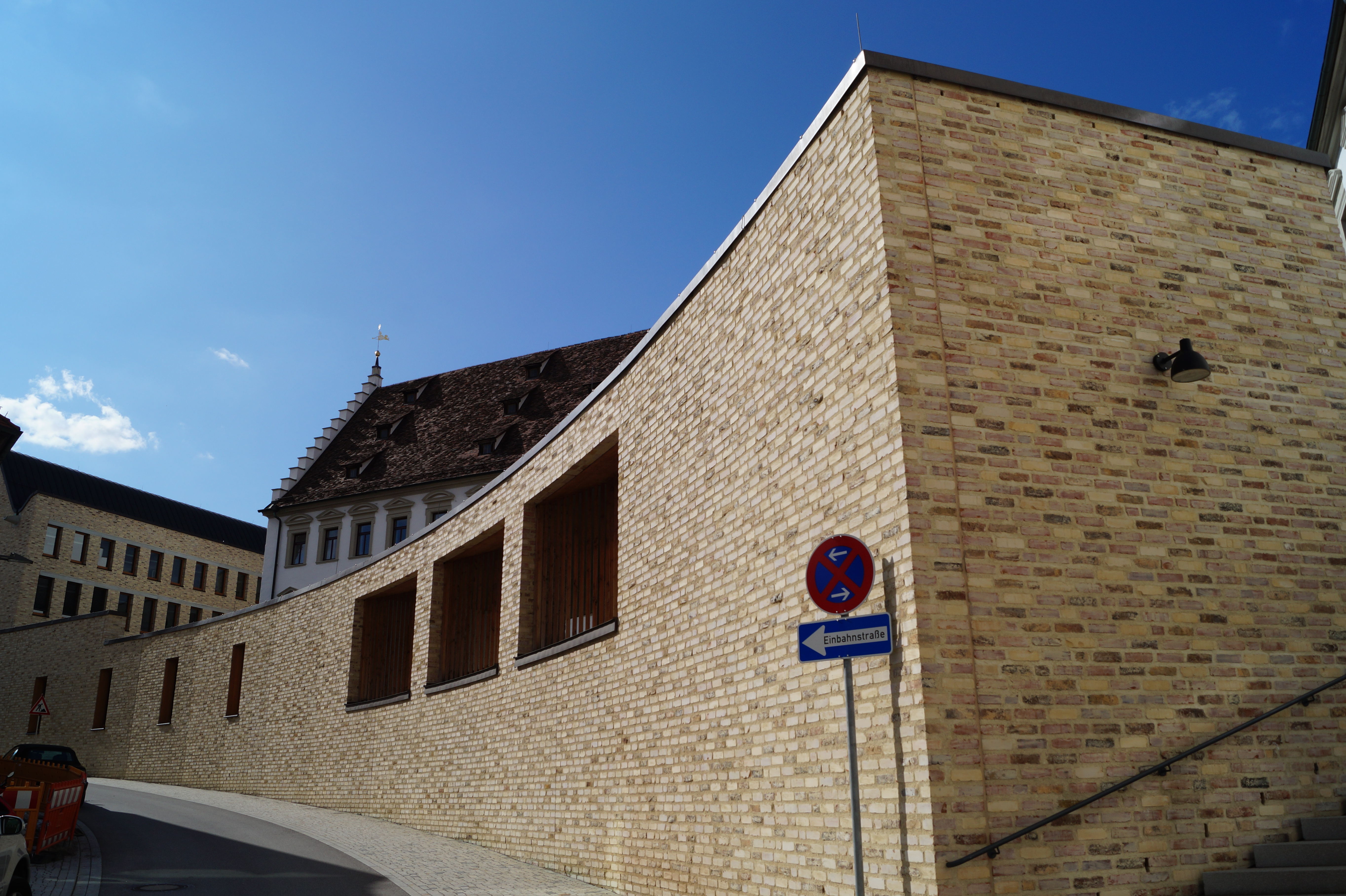
La sede dell'archivio diocesano
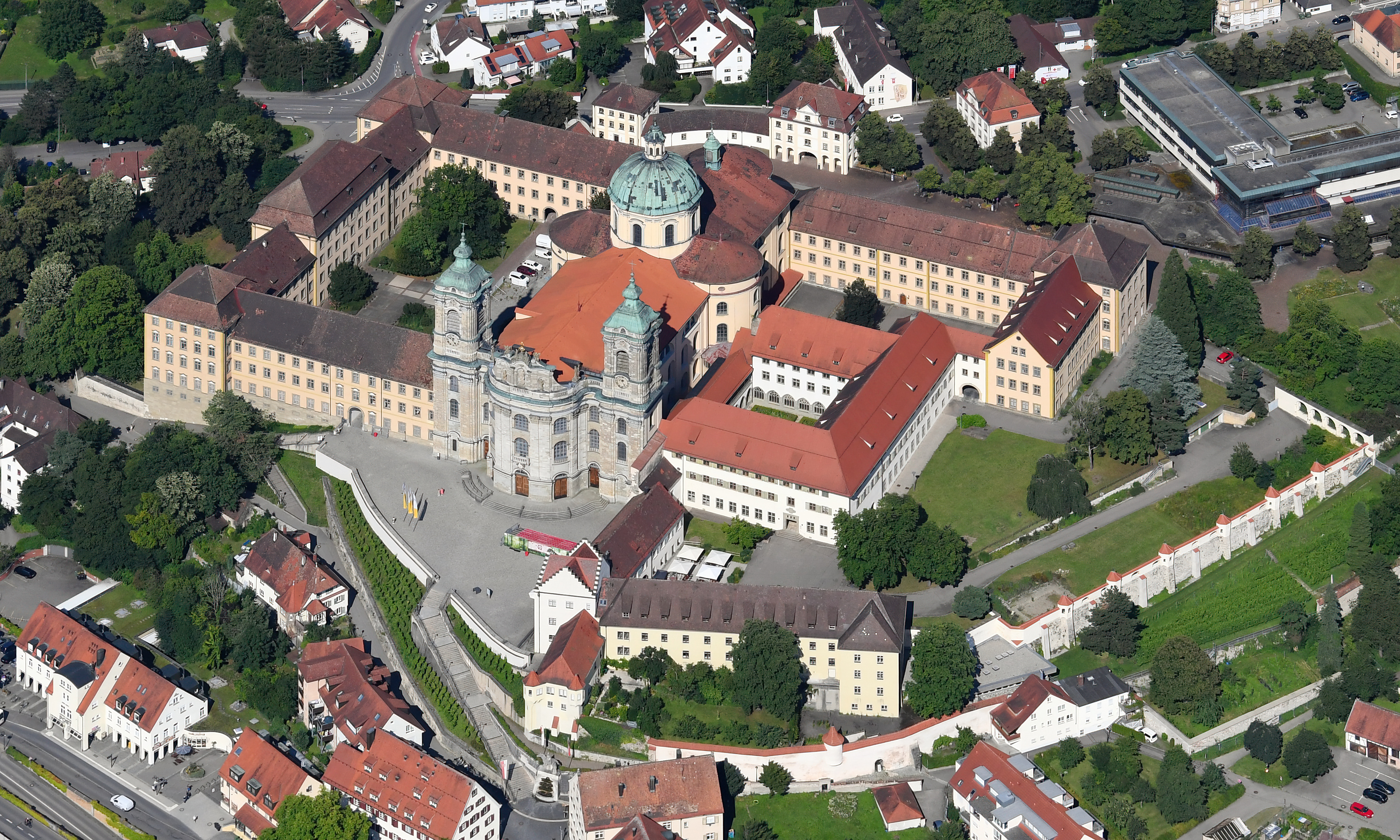
Veduta area del complesso monastico di Weingarten con la basilica minore dei Santi Martino e Osvaldo
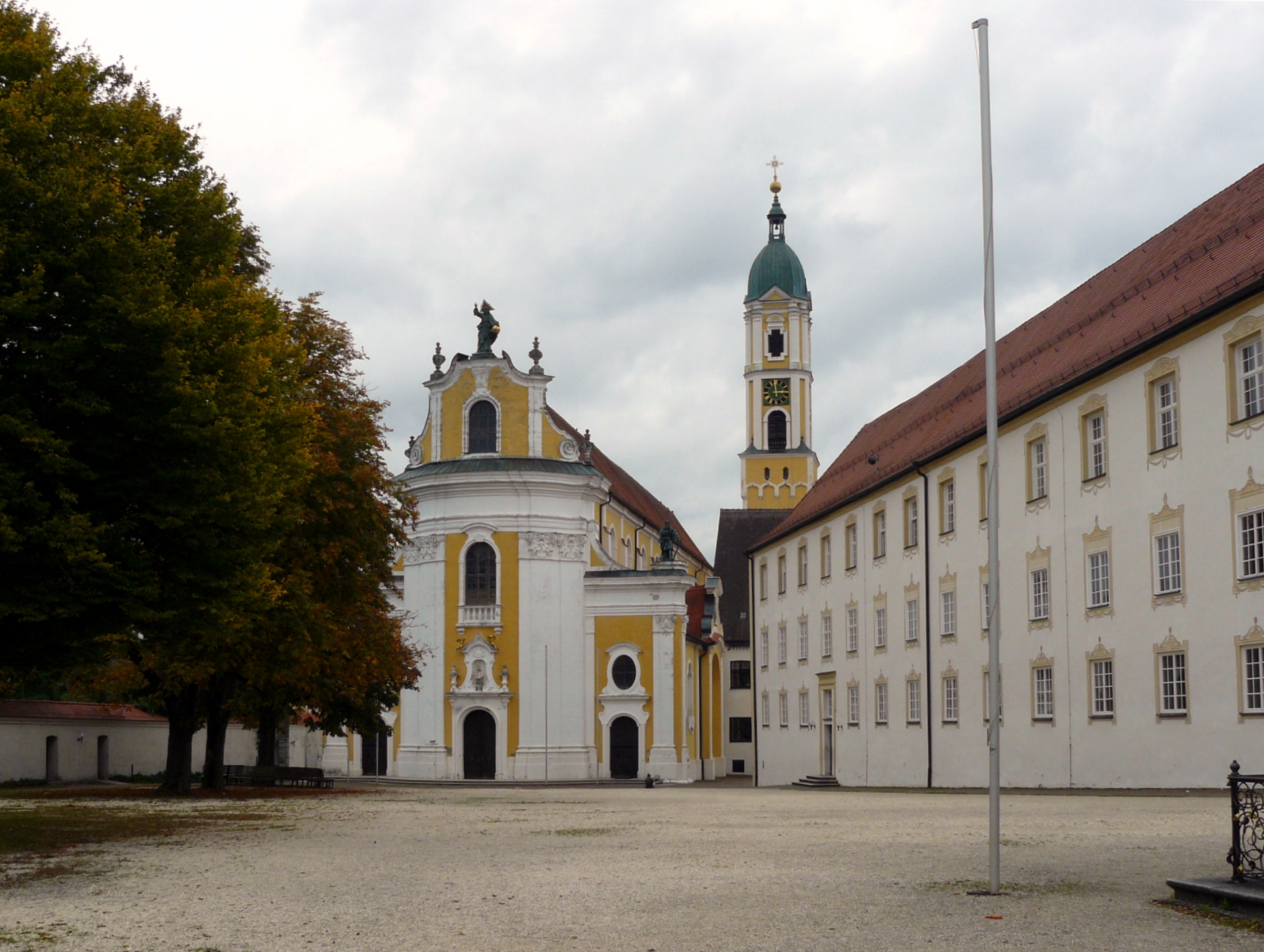
La basilica minore di San Giorgio a Ochsenhausen
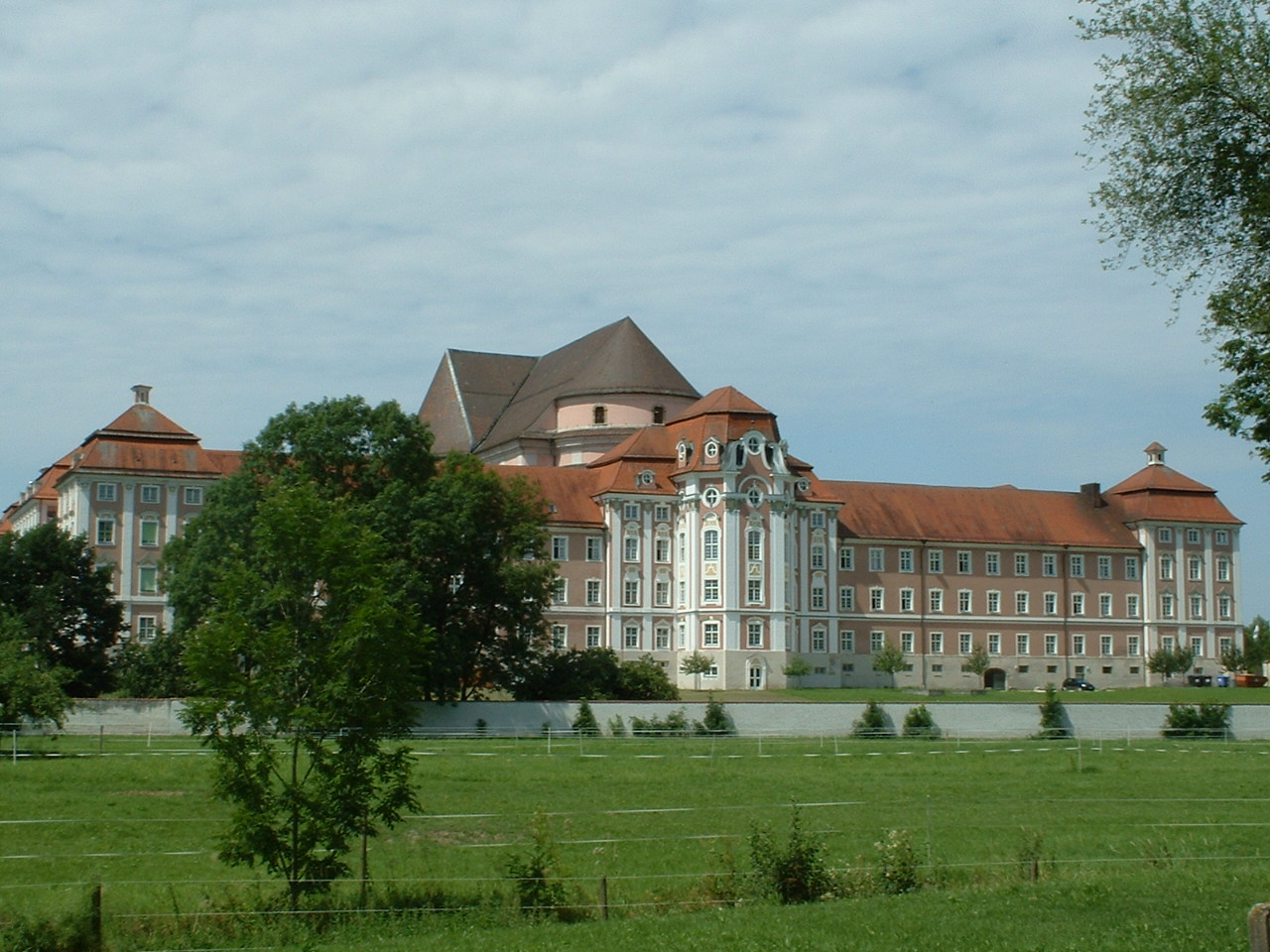
L'Abbazia di Wiblingen dove si trova la basilica minore di San Martino
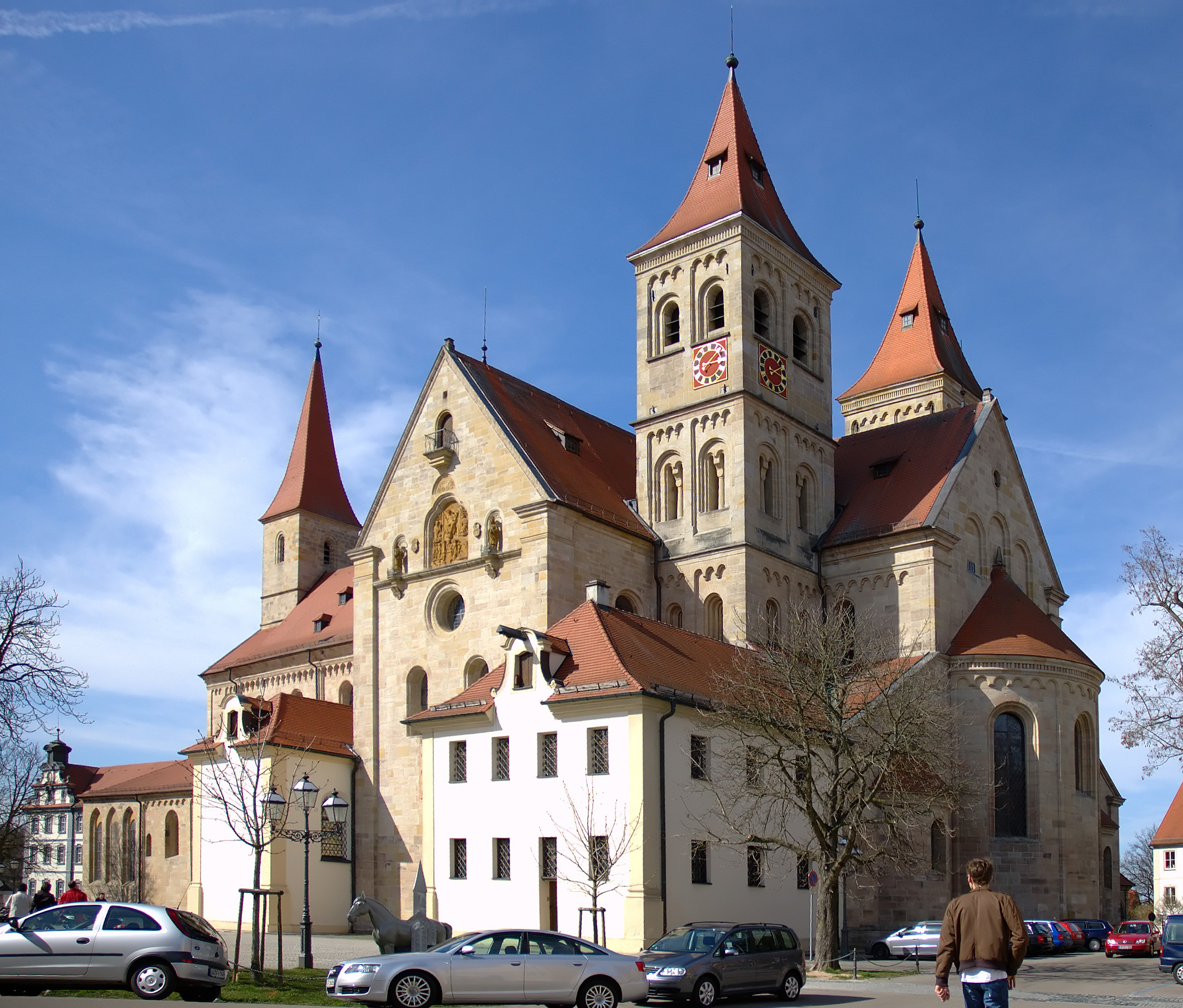
La basilica minore di San Vito a Ellwangen
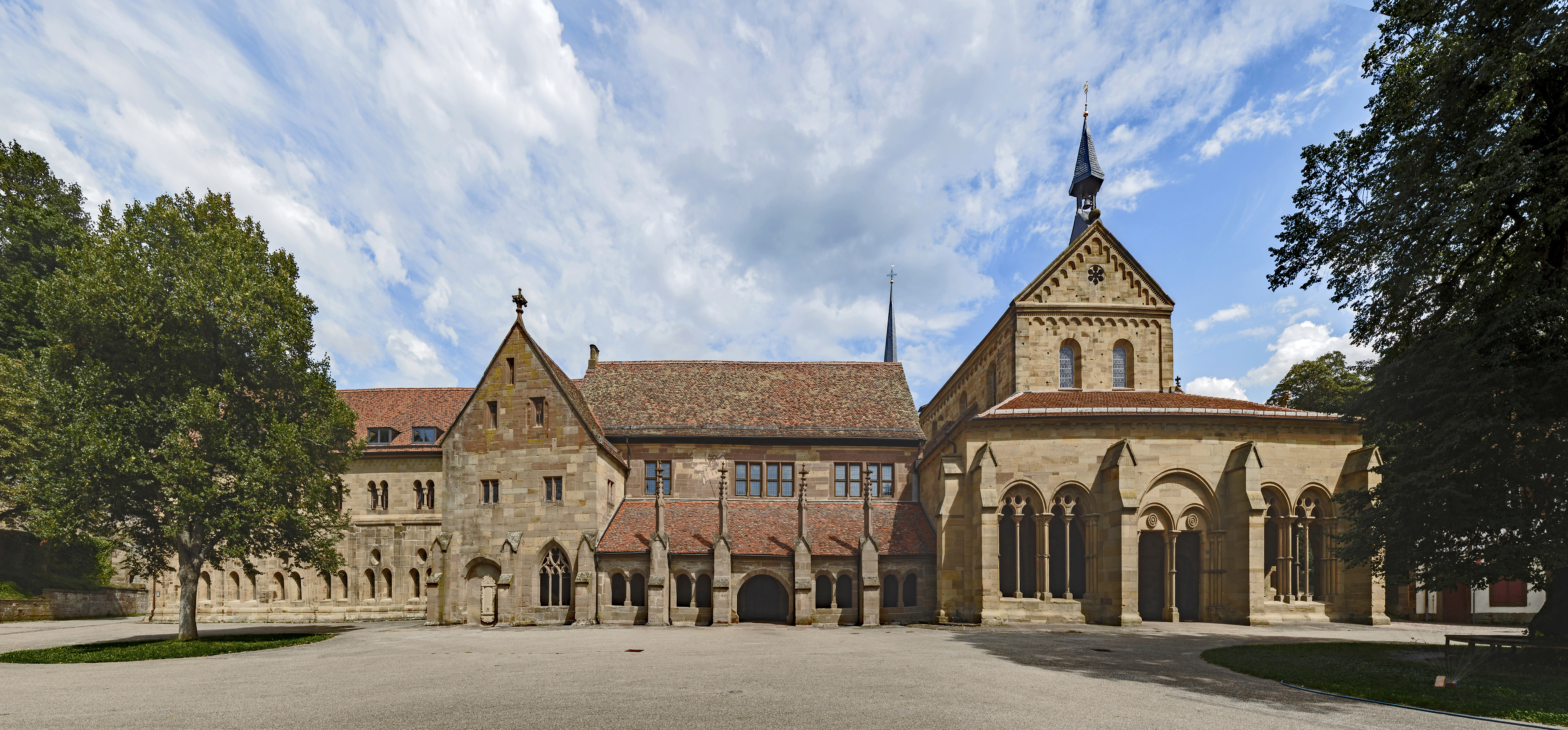
L'ex Monastero di Maulbronn compreso nella lista dei patrimoni dell'umanità dell'UNESCO